# Lizzie Arlington
Elizabeth Stride, dite Lizzie Arlington, née le 31 août 1877 en Pennsylvanie et morte le 14 mars 1919 à Philadelphie,, est une joueuse américaine de baseball. Lizzie est la première femme à évoluer en Ligues mineures (1898).

## Biographie
Elizabeth Stride commence la pratique du baseball en famille avec son père et ses frères à Mahanoy City (Pennsylvanie).
Rebaptisée Lizzie Arlington durant sa carrière, elle s'engage avec le Captain William J. Conner, impresario bien connu dans les milieux sportifs et de spectacles, pour 100 dollars par semaine
Elle est alignée le 3 puis le 5 juillet 1898 en Ligues mineures. Elle porte à 22 ans les couleurs des Reading Coal Heavers en Atlantic League. Lizzie est la première femme à évoluer en Ligues mineures ; la seconde le fera en 1936. Les recettes sont trop maigres à ce niveau pour amortir l'investissement de Conner, aussi, il monte une équipe itinérante autour d'elle. Cette formation connait un bon succès populaire et médiatique.